# Санта Мария ин Козмедин
„Санта Мария ин Козмедин“ (на италиански: Santa Maria in Cosmedin, Santa Maria de Schola Graeca) е католическа титулярна базилика, намираща се в Рим, Италия, близо до река Тибър.

## История
Базиликата е построена през VІ век на мястото на един от езическите храмове на Форум Боариум. В края на VІІІ век папа Адриан I (772-795) подарява базиликата на гръцки бежанци, избягали от иконоборческите преследвания във Византия. Храма започва да се използва от гръко-византийската общност в Рим, и получава към името си и добавката Козмедин. Според едни добавката идва от гръцкия епитет „прекрасен“ (kosmidion) заради уникалните мозайки и богата вътрешна украса на църквата, а според други – по името на прочутия константинополски манастир Космидион, посветен на светците Козма и Дамян. В църквата започват да служат гръцки свещеници, откъдето идва и второто име на храма – Santa Maria de Schola Graeca (Санта Мария при гръцкото училище).
По време на норманското нашествие в края на ХІ век църквата е ограбена и повредена, и е основно обновена през 1118-24 г. Оттогава са покритият вход от червени тухли с колони, портикът и прекрасната седеметажна камбавнария в романски стил. Следващите мащабни преустройства се извършват през 1718 г. и 1894-99 г.
В базиликата се намира и известния релеф „Устата на истината“ (на италиански: Bocca della Verità), който е поставен на портика през ХVІІ век.